# Anna Kraft
Anna Katharina Kraft (* 3. Oktober 1985 in Haan) ist eine deutsche Fernsehmoderatorin und ehemalige Leichtathletin.

## Werdegang
Kraft wuchs in Leverkusen auf und legte am Landrat-Lucas-Gymnasium die Abiturprüfung ab.
In ihrer Jugend war sie zwischen 2000 und 2008 zunächst als Leichtathletin beim TSV Bayer 04 Leverkusen aktiv. In dieser Zeit wurde sie mit der Sprint-Staffel mehrfache deutsche Meisterin. Ab 2005 studierte sie zudem an der Deutschen Sporthochschule Köln Sportwissenschaften mit dem Schwerpunkt Medien und Kommunikation. 2010 schloss Kraft das Studium in Köln als Diplom-Sportwissenschaftlerin ab.
Weil viele Verletzungen eine Fortsetzung ihrer Leichtathletik-Karriere verhinderten, orientierte Kraft sich schon während des Studiums mit diversen Praktika und freier Mitarbeit, u. a. in der Sportredaktion des Rundfunksenders WDR 2, beruflich in Richtung Sportjournalismus und TV-Moderation.
2010 wurde Kraft Teil der Redaktion der Fußballsendung ran auf Sat.1, von wo aus sie im Dezember 2011 zu Sky Deutschland wechselte. Dort arbeitete Kraft als jüngste Moderatorin der Sendung Sky Sport News HD. Am 3. Juli 2013 wurde Kraft auf einer Pressekonferenz von Sport1 als neue Moderatorin der täglichen Fußballsendung Bundesliga aktuell angekündigt. Am 19. August 2013 moderierte sie das letzte Mal das Programm des Fernsehsenders Sky Sport News HD, stand dann von September 2013 bis Juni 2015 für Sport1 vor der Kamera.
Von Sommer 2015 bis August 2018 war sie beim ZDF tätig. Dort moderierte sie im Wechsel mit Norbert König und Rudi Cerne die ZDF-Sportreportage sowie bei sportlichen Großevents und war des Weiteren regelmäßig in der UEFA Champions League und der Fußball-Bundesliga im Einsatz.
Im Juni 2017 stand sie für die ZDF-Krimiserie Die Rosenheim-Cops in der Folge 404 „Ausgeritten“ vor der Kamera.
Bei Eurosport moderierte Kraft von 2018 bis 2021 verschiedene Formate. Unter anderem präsentierte sie im Wechsel mit Wolfgang Nadvornik die Talkshow Mann gegen Mann – Das Bundesliga-Duell, moderierte die Länderspiele der deutschen U21-Nationalmannschaft und war Field-Reporterin bei den Bundesliga-Übertragungen von Eurosport 2. Zuletzt moderierte sie dort auch die Olympischen Sommerspiele 2021.
Im Mai 2020 moderierte sie die Montagsspiele bei Amazon Prime, nachdem es während der Corona-Pandemie zu Geisterspielen in der Bundesliga kam.
Kraft gab im Juli 2021 ihren Wechsel zu RTL bekannt, wo sie seit September die UEFA Europa League und Europa Conference League moderiert.

## Persönliches
Anna Kraft lebt in München. Sie ist mit dem Fußballkommentator Wolff-Christoph Fuss liiert, der hauptsächlich bei Sky Deutschland tätig ist. Sie haben zwei Töchter (* 2018 und * 2020). Krafts Vater Heinz-Jürgen spielte in den späten 1950er Jahren für Fortuna Düsseldorf und arbeitete später im Jugendbereich des VfL Leverkusen und VfB Hilden als Trainer.
Im August 2021 gab sie bekannt, seit 2015 an Multipler Sklerose erkrankt zu sein. Darüber schrieb sie 2024 einen Ratgeber.

## Veröffentlichung
- Anna Kraft, Bernhard Hemmer, Doreen Brumme: Kraftakt – Mein Leben mit Multipler Sklerose. Südwest-Verlag, München 2024, ISBN 978-3-517-10293-1.

## Filmografie
- 2017: Die Rosenheim-Cops (Fernsehserie)